# 伯恩哈德·舒尔策
伯恩哈德·舒尔策（德語：Bernhard Schulze，1938年5月20日—），德国男子皮划艇运动员。他曾代表德国联队、西德参加1964年和1968年夏季奥林匹克运动会皮划艇比赛，其中1964年奥运会获得一枚银牌。